# Келвін Брок
Келвін Венс Брок (англ. Calvin Vance Brock; 22 січня 1975, Шарлотт) — американський професійний боксер.

## Аматорська кар'єра
На Олімпійських іграх 2000 програв у першому бою Паоло Відоцу (Італія) — RSC.

## Професіональна кар'єра
2001 року дебютував на професійному рингу. Впродовж 2001—2005 років провів 27 переможних боїв. 23 квітня 2005 року зробив великий ривок у рейтингах, перемігши одностайним рішенням Джаміла Макклайна. Брок увійшов до першої десятки всіх основних санкційних органів.
25 лютого 2006 року вийшов на бій проти Зурі Ловренса. Наприкінці шостого раунду Брок піймав Ловренса лівим хуком, відправивши його в нокаут. Ловренс впав на спину і був без свідомості кілька хвилин. Нокаут у цьому поєдинку був визнаний нокаутом 2006 року за версією журналу «Ринг».
Влітку 2006 року радник Володимира Кличка Шеллі Фінкель запропонував Броку провести бій з Володимиром Кличком за звання чемпіона світу у важкій вазі за версією IBF, але Брок відмовився, посилаючись на незгоду із запропонованими умовами. Натомість Брок вирішив зустрітися з непереможним узбецьким боксером Тимуром Ібрагімовим. Бій відбувся 24 червня 2006 року. Брок виграв бій одностайним рішенням суддів з рахунком 119–109, 115–113 і 117–111. Ібрагімов зазнав першої поразки.
11 листопада 2006 року в Медісон-сквер-гарден відбувся бій між Келвіном Бруком і Володимиром Кличком. У 7-му раунді Брока було спіймано Кличком з контратакою правою, а потім відправлено на канвас ще одним прямим правим. Брок зміг підвестися, але рефері зупинив бій, вирішивши, що Брок не зможе продовжувати.
Щоб отримати шанс на бій за звання чемпіона IBF у важкій вазі, Брок взяв участь в турнірі на вибування з чотирьох гравців. У півфіналі 2 листопада 2007 року Брок зустрівся з непереможним Едді Чемберсом. Чемберс мав перевагу в бою, ефективно використовуючи швидкість рук і рухи верхньої частини тіла, і був оголошений переможцем розділеним рішенням суддів. Після поразки від Чемберса Брок був змушений завершити виступи через пошкодження сітківки правого ока.